# Scream (Six Flags Magic Mountain)
Scream [skriːm] (stilisiert: Scream!) ist eine Stahlachterbahn vom Modell Floorless Coaster des Herstellers Bolliger & Mabillard, die am 12. April 2003 im Freizeitpark Six Flags Magic Mountain (Valencia, Kalifornien, Vereinigte Staaten) eröffnete.
Sie wurde auf dem Parkplatz neben den Achterbahnen Goliath und Colossus gebaut. Während der Fahrt kann man noch gut die Parkplatzmarkierungen erkennen.
Scream ist eine spiegelbildlich gleiche Achterbahn wie Medusa in Six Flags Great Adventure, die vier Jahre zuvor eröffnet wurde.

## Züge
Scream besitzt drei bodenlose Züge mit jeweils acht Wagen. In jedem Wagen können vier Personen (eine Reihe à vier Personen) Platz nehmen. Die Fahrgäste müssen mindestens 1,37 Meter groß sein, um mitfahren zu dürfen. Als Rückhaltesystem kommen Schulterbügel zum Einsatz.